# Prummel-Klammer

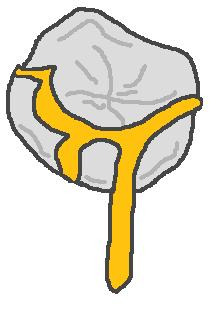
Prummel-Klammer

Die Prummel-Klammer bzw. der Prummel-Zapfen (niederländisch Prummelklem) ist eine in der Zahntechnik selten verarbeitete Modellgussklammer aus Metall.
Die Klammer unterscheidet sich von den üblichen Klammern durch einen vom lingualen (also auf der Innenseite der Zähne) Klammerarm abgehenden Zapfen, der vertikal in Richtung der Zahnwurzel angebracht wird (in der Abbildung der nach unten herausstehende gelbe "Arm"). Er dient als reziprokes (wechselseitiges) Stabilisierungselement und befindet sich immer unterhalb des Zahnäquators. Die Prummel-Klammer wird vorwiegend im Unterkiefer angebracht, wird aber nur selten verwendet.
Benannt wurde die Klammer nach ihrem Erfinder, dem niederländischen Zahntechniker Jaap Prummel.